# イライジャー・バリット
イライジャー・ヒンスデール・バリット（Elijah Hinsdale Burritt, 1794年4月20日 - 1838年1月3日）は、アメリカの数学者で天文学者。彼はしばしば「忘れられた天文学者」と呼ばれる。

## 生涯
イライジャー・バリットは、1794年4月20日にコネティカット州ハートフォード郡ニューブリテンの小作農エリフ・バリット (Elihu Burritt Jr.) とエリザベス・ヒンスデール (Elizabeth Hinsdale) の子どもとして生まれた。彼は10人兄弟の最年長で、彼の名は母方の祖父イライジャー・ヒンスデール (Elijah Hinsdale) から受け継いだものであった。彼の男兄弟で最年少のエリフ・バリットは、50の言語や方言を操る外交官として、また慈善家、社会活動家として知られた。イライジャーの幼少期の頃はほとんど知られておらず、おそらくニューブリテンの公立高校を卒業したものと思われる。18歳のとき、彼はコネティカット州シムズベリーに送られ、ここで鍛冶職人としての技能を身に付けた。また彼はシムズベリーに居た2年ほどの間に独学で天文学と数学を学び始めた。
両親の下に帰るとすぐに彼はケガを負い、歩くのに杖を突かなくてはならなくなった。彼はこの不自由さを数学他の学問を続けることに役立てた。彼の学業は、彼の友人たちの関心を惹くほどとなり、友人たちはバリットにウィリアムズ大学に行くように促した。バリットは、1816年からウィリアムズ大学に入学した。彼は、彼自身の勉学の資金を調達するため、マサチューセッツ州アシュフィールドのサンダーソンアカデミーの教師となった。このときの教え子に、アメリカにおける女子教育の先駆者として知られるメアリー・メイソン・リヨンがいる。バリットは1818年にウィリアムズ大学に戻ったが、卒業する前に大学を去った。
バリットは、1819年に当時ジョージア州の州都であったミレッジビルへ移った。それから数年間は教師、土木工学者、そして週刊の新聞の編集者兼経営者として働いた。1819年10月28日、彼はこの地で生まれ育ったアン・ウィリアムズ・ワトソンと結婚した。彼らは5人の子を成した。この頃、彼はジョージア州政府からアラバマ州との州境の一部を成すチャタフーチー川探索に任命された。アトランタにある州の記録保管所には、1826年からの活動の記録が保管されている。
北部出身者ではあったが、バリットは彼の新聞で奴隷制反対に与していなかった。彼の「善意の」友人たちから奴隷制度廃止を訴えるパンフレットが送られてきたが、それらに注意を払う代わりに彼の事務所に置いたままにした。自然と友人たちは彼の見解に疑いの目を向けるようになった。ついには彼に対する感情は暴力的なものとなり、1829年にバリットは何もかも置き去りにしてニューブリテンに帰ることを余儀なくされた。彼が長年積み上げてきた財産も全て奪われてしまった。
ニューブリテンに帰ると、彼は旧宅を寄宿制と通学制の学校へと造り替え、2階には望遠鏡と観測機器を設置して観測所とした。ここで彼の17歳年下の弟エリフも学び、また授業の支援をした。
1837年にバリットは、彼の妹のエミリー、弟ウィリアムを含む30名の入植者を組織し、テキサス州ガルベストンへと船で向かった。船は到着するわずか手前で嵐に遭い、砂州に座礁した。その後は陸を歩きヒューストンへと到着。しかしそこは新たな入植者に対して何の準備もされていなかった。彼らはテントでの生活を余儀なくされたが、すぐに黄熱病が流行し、バリットやその兄弟を含む入植者たちのほとんどが黄熱病に罹った。目的地のヒューストンへ到着した数週間後の1838年1月3日、バリットは44歳で死去した。

## 著書

Geography of the Heavensの図版

彼の著作の中では、Geography of the Heavens と、これに付随するCelestial Atlas が最もよく知られている。Celestial Atlasは、日本では『バリット星図』の名で知られる。バリットは元々 Uranography というタイトルで刊行したかったが、出版社に譲歩し、Geography of the Heavens のタイトルで刊行されることとなった。
Geography of the Heavens は、星座に関する記述から始まり、それぞれの星座の神話、詩、歴史について詳しく解説されていた。また個々の恒星について、固有名や光度、その他興味深い事柄を書き綴られている。これらは、読者や生徒が星座を判別するのを容易にするだけでなく、より星座に親しみを持たせるものであった。続くセクションは太陽系についての内容で、当時知られていた惑星や衛星、彗星とその運行に関する法則が載せられており、食や太陽面通過に関することも述べられていた。また生徒に向けた問題、そして最後には13の天文表が付いていた。当時の慣習に倣って各ページの下段には、生徒に向けてそのページに関する問題が出題されていた。
Celestial Atlasは、天の北極付近、天の南極付近、各季節ごとの黄道付近、そして全天をメルカトル図法で描いた星図の、全7枚で構成されていた。星図には6等星までの恒星が記され、各星座はそのモチーフとなった像が魅力的かつ躍動感ある姿で描かれていた。これらの星図は全てバリット自身が描き、彼の監修の下で版が作られた。
Geography of the Heavens は、1833年の初めにコネティカット州ハートフォードで初版が出版され、その年の内に完売となった。1835年に出版された第2版も完売し、1836年には第3版が出されている。第3版には、スコットランドの科学作家トーマス・ディックの紹介文が寄せられ、またイェール大学のオルムステッド教授が流星群についての短い記事を寄稿しており、両名ともバリットへの感謝の言葉を残している。
バリットの死後も版が重ねられ、1841年に第3版と同じ内容の第4版が出版された後、1844年、1846年、1849年と版が重ねられた。1852年にはハイラム・マッティソン (Hiram Mattison) 牧師によって、その年の出来事が書き加えられた版が出版された。マッティソンは続く1856年の版で、二重星、星団、彗星、星雲の図絵80枚を加え、出版元もニューヨークへと移転して出版した。これ以降の版の表紙のタイトルは全て Burritt's Geography of the Heavens となっている。その後も版が変わる毎に新たな記事が加えられ、1858年、1859年、1863年、1866年、1868年、1873年、1876年と版が重ねられた。1833年から1876年までの16の版で販売された部数は合計30万部以上とされる。